# Alex Sichel
Alex Sichel (född 31 juli 1963 i New York) amerikansk regissör av filmen All Over Me och manusförfattare till filmen Mitt liv, mitt val 2. Syster till Sylvia Sichel.